# 8. Dáil
Der 8. Dáil wurde am 24. Januar 1933 gewählt. Insgesamt 153 Abgeordnete (Teachtaí Dála) wurden in 30 Wahlkreisen mit dem Verfahren der übertragbaren Einzelstimmgebung (single transferable vote) bestimmt.

## Wahlausgang
siehe: Wahlen 1933

Sitzverteilung im 8. Dáil

Fianna Fáil und Cumann na nGaedhael bzw. Fine Gael waren die stärksten Kräfte im Dáil. Die Fianna Fáil erreichte knapp die absolute Mehrheit der Sitze und bildete die Regierung. 
Der Dáil Éireann kam erstmals am 8. Februar 1933 zur konstituierenden Sitzung zusammen. Als Vorsitzender des Dáils (Ceann Comhairle) wurde Frank Fahy (Fianna Fáil) durch Akklamation bestimmt. Seine Vertretung (Leas-Cheann Comhairle) wurde Patrick Hogan (Labour).
Éamon de Valera wurde zum Taoiseach gewählt. Er bildete die Regierung De Valera IV. Oppositionsführer (Ceannaire an Fhreasúra) wurde William Thomas Cosgrave von der Cumann na nGaedheal. Am 8. September 1933 vereinigten sich die Cumann na nGaedheal und die National Centre Party zur Fine Gael.
Es folgten die Neuwahlen am 1. Juli 1937.
| Partei | Partei                | Vorsitzende/r im Dáil   | Feb. 1933: gewählte Teachtaí Dála | Juni 1937: Teachtaí Dála | Veränderung |
| ------ | --------------------- | ----------------------- | --------------------------------- | ------------------------ | ----------- |
|        | Fianna Fáil           | Éamon de Valera         | 77                                | 77                       | −           |
|        | Cumann na nGaedheal   | William Thomas Cosgrave | 48                                | −                        | −48         |
|        | National Centre Party | Frank MacDermot         | 11                                | −                        | −11         |
|        | Fine Gael             | William Thomas Cosgrave |                                   | 52                       | +52         |
|        | Labour Party          | William Norton          | 8                                 | 8                        | −           |
|        | Unabhängige           |                         | 9                                 | 10                       | +1          |
|        | Ceann Comhairle       |                         | −                                 | 1                        | +1          |
|        | Vakant                |                         | −                                 | 5                        | +5          |
| Gesamt | Gesamt                | 153                     | 153                               | 153                      | –           |

## Teachtaí Dála
| Wahlkreis           | Name                       | Partei (Teilgruppe) | Partei (Teilgruppe)                                                  | Partei (Teilgruppe)                                                  | Partei (Teilgruppe)                                                         | Im Amt seit        |
| Wahlkreis           | Name                       | Zu Beginn des Dáil  | Zu Beginn des Dáil                                                   | Zum Ende des Dáil                                                    | Zum Ende des Dáil                                                           | Im Amt seit        |
| ------------------- | -------------------------- | ------------------- | -------------------------------------------------------------------- | -------------------------------------------------------------------- | --------------------------------------------------------------------------- | ------------------ |
| Carlow–Kilkenny     | Thomas Derrig              |                     | Fianna Fáil                                                          | Fianna Fáil                                                          | Fianna Fáil                                                                 | 23. Juni 1927      |
| Carlow–Kilkenny     | Desmond FitzGerald         |                     | Cumann na nGaedheal                                                  |                                                                      | Fine Gael                                                                   | 21. Januar 1919    |
| Carlow–Kilkenny     | Richard Holohan            |                     | National Centre Party                                                |                                                                      | Fine Gael                                                                   | 8. Februar 1933    |
| Carlow–Kilkenny     | Seán Gibbons               |                     | Fianna Fáil                                                          | Fianna Fáil                                                          | Fianna Fáil                                                                 | 9. März 1932       |
| Carlow–Kilkenny     | James Pattison             |                     | Labour                                                               | Labour                                                               | Labour                                                                      | 8. Februar 1933    |
| Cavan               | Patrick Smith              |                     | Fianna Fáil                                                          | Fianna Fáil                                                          | Fianna Fáil                                                                 | 19. September 1923 |
| Cavan               | Patrick McGovern           |                     | National Centre Party                                                |                                                                      | Fine Gael                                                                   | 8. Februar 1933    |
| Cavan               | Michael Sheridan           |                     | Fianna Fáil                                                          | Fianna Fáil                                                          | Fianna Fáil                                                                 | 9. März 1932       |
| Cavan               | John Joe O’Reilly          |                     | Cumann na nGaedheal                                                  |                                                                      | Fine Gael                                                                   | 11. März 1925      |
| Clare               | Patrick Burke              |                     | Cumann na nGaedheal                                                  |                                                                      | Fine Gael                                                                   | 9. März 1932       |
| Clare               | Patrick Houlihan           |                     | Fianna Fáil                                                          | Fianna Fáil                                                          | Fianna Fáil                                                                 | 8. Februar 1933    |
| Clare               | Seán O’Grady               |                     | Fianna Fáil                                                          | Fianna Fáil                                                          | Fianna Fáil                                                                 | 9. März 1932       |
| Clare               | Éamon de Valera            |                     | Fianna Fáil                                                          | Fianna Fáil                                                          | Fianna Fáil                                                                 | 21. Januar 1919    |
| Clare               | Patrick Hogan              |                     | Labour                                                               | Labour                                                               | Labour                                                                      | 19. September 1923 |
| Cork Borough        | Richard Anthony            |                     | Independent                                                          | Independent                                                          | Independent                                                                 | 23. Juni 1927      |
| Cork Borough        | William Thomas Cosgrave    |                     | Cumann na nGaedheal                                                  |                                                                      | Fine Gael                                                                   | 21. Januar 1919    |
| Cork Borough        | William Desmond            |                     | Cumann na nGaedheal                                                  |                                                                      | Fine Gael                                                                   | 9. März 1932       |
| Cork Borough        | Thomas Dowdall             |                     | Fianna Fáil                                                          | Fianna Fáil                                                          | Fianna Fáil                                                                 | 9. März 1932       |
| Cork Borough        | Hugo Flinn                 |                     | Fianna Fáil                                                          | Fianna Fáil                                                          | Fianna Fáil                                                                 | 11. Oktober 1927   |
| Cork East           | William Broderick          |                     | Cumann na nGaedheal                                                  |                                                                      | Fine Gael                                                                   | 9. März 1932       |
| Cork East           | Martin Corry               |                     | Fianna Fáil                                                          | Fianna Fáil                                                          | Fianna Fáil                                                                 | 23. Juni 1927      |
| Cork East           | Patrick Daly               |                     | Cumann na nGaedheal                                                  |                                                                      | Fine Gael                                                                   | 8. Februar 1933    |
| Cork East           | William Kent               |                     | National Centre Party                                                |                                                                      | Independent                                                                 | 8. Februar 1933    |
| Cork East           | Patrick Murphy             |                     | Fianna Fáil                                                          | Fianna Fáil                                                          | Fianna Fáil                                                                 | 9. März 1932       |
| Cork North          | Daniel Corkery             |                     | Fianna Fáil                                                          | Fianna Fáil                                                          | Fianna Fáil                                                                 | 8. Februar 1933    |
| Cork North          | Seán Moylan                |                     | Fianna Fáil                                                          | Fianna Fáil                                                          | Fianna Fáil                                                                 | 9. März 1932       |
| Cork North          | Daniel O’Leary             |                     | Cumann na nGaedheal                                                  |                                                                      | Fine Gael                                                                   | 11. Oktober 1927   |
| Cork West           | James Michael Burke        |                     | Cumann na nGaedheal                                                  |                                                                      | Fine Gael verstorben am 10. September 1936.                                 | 8. Februar 1933    |
| Cork West           | Tom Hales                  |                     | Fianna Fáil                                                          | Fianna Fáil                                                          | Fianna Fáil                                                                 | 8. Februar 1933    |
| Cork West           | Timothy J. Murphy          |                     | Labour                                                               | Labour                                                               | Labour                                                                      | 19. September 1923 |
| Cork West           | Timothy J. O’Donovan       |                     | National Centre Party                                                |                                                                      | Fine Gael                                                                   | 19. September 1923 |
| Cork West           | Eamonn O’Neill             |                     | Cumann na nGaedheal                                                  |                                                                      | Fine Gael                                                                   | 9. März 1932       |
| Donegal             | Neal Blaney                |                     | Fianna Fáil                                                          | Fianna Fáil                                                          | Fianna Fáil                                                                 | 11. Oktober 1927   |
| Donegal             | Brian Brady                |                     | Fianna Fáil                                                          | Fianna Fáil                                                          | Fianna Fáil                                                                 | 9. März 1932       |
| Donegal             | James Dillon               |                     | National Centre Party                                                |                                                                      | Fine Gael                                                                   | 9. März 1932       |
| Donegal             | Hugh Doherty               |                     | Fianna Fáil                                                          | Fianna Fáil                                                          | Fianna Fáil                                                                 | 8. Februar 1933    |
| Donegal             | Daniel McMenamin           |                     | Cumann na nGaedheal                                                  |                                                                      | Fine Gael                                                                   | 9. März 1932       |
| Donegal             | James Myles                |                     | Independent                                                          | Independent                                                          | Independent                                                                 | 19. September 1923 |
| Donegal             | Joseph O’Doherty           |                     | Fianna Fáil                                                          | Fianna Fáil                                                          | Fianna Fáil                                                                 | 21. Januar 1919    |
| Donegal             | Michael Óg McFadden        |                     | Cumann na nGaedheal                                                  |                                                                      | Fine Gael                                                                   | 8. Februar 1933    |
| Dublin County       | Seán Brady                 |                     | Fianna Fáil                                                          | Fianna Fáil                                                          | Fianna Fáil                                                                 | 11. Oktober 1927   |
| Dublin County       | John A. Costello           |                     | Cumann na nGaedheal                                                  |                                                                      | Fine Gael                                                                   | 8. Februar 1933    |
| Dublin County       | Henry Morgan Dockrell      |                     | Cumann na nGaedheal                                                  |                                                                      | Fine Gael                                                                   | 9. März 1932       |
| Dublin County       | John Good                  |                     | Independent                                                          | Independent                                                          | Independent                                                                 | 19. September 1923 |
| Dublin County       | Seán MacEntee              |                     | Fianna Fáil                                                          | Fianna Fáil                                                          | Fianna Fáil                                                                 | 21. Januar 1919    |
| Dublin County       | Bartholomew O’Connor       |                     | Cumann na nGaedheal                                                  |                                                                      | Fine Gael verstorben am 7. Februar 1935                                     | 19. März 1924      |
| Dublin County       | Cecil Lavery               |                     |                                                                      |                                                                      | Fine Gael Nachwahl für Bartholomew O’Connor                                 | 17. Juni 1935      |
| Dublin County       | Gearóid O’Sullivan         |                     | Cumann na nGaedheal                                                  |                                                                      | Fine Gael                                                                   | 14. August 1927    |
| Dublin County       | Margaret Mary Pearse       |                     | Fianna Fáil                                                          | Fianna Fáil                                                          | Fianna Fáil                                                                 | 8. Februar 1933    |
| Dublin North        | Cormac Breathnach          |                     | Fianna Fáil                                                          | Fianna Fáil                                                          | Fianna Fáil                                                                 | 9. März 1932       |
| Dublin North        | Alfie Byrne                |                     | Independent                                                          | Independent                                                          | Independent                                                                 | 9. März 1932       |
| Dublin North        | Eamonn Cooney              |                     | Fianna Fáil                                                          | Fianna Fáil                                                          | Fianna Fáil                                                                 | 11. Oktober 1927   |
| Dublin North        | Patrick Belton             |                     | Cumann na nGaedheal                                                  |                                                                      | Independent Nach Ausschluss aus der Fine Gael am 30. Oktober 1934           | 8. Februar 1933    |
| Dublin North        | Richard Mulcahy            |                     | Cumann na nGaedheal                                                  |                                                                      | Fine Gael                                                                   | 21. Januar 1919    |
| Dublin North        | Seán T. O’Kelly            |                     | Fianna Fáil                                                          | Fianna Fáil                                                          | Fianna Fáil                                                                 | 21. Januar 1919    |
| Dublin North        | Vincent Rice               |                     | Cumann na nGaedheal                                                  |                                                                      | Fine Gael                                                                   | 8. Februar 1933    |
| Dublin North        | Oscar Traynor              |                     | Fianna Fáil                                                          | Fianna Fáil                                                          | Fianna Fáil                                                                 | 9. März 1932       |
| Dublin South        | James Beckett              |                     | Cumann na nGaedheal                                                  |                                                                      | Fine Gael                                                                   | 23. Juni 1927      |
| Dublin South        | Robert Briscoe             |                     | Fianna Fáil                                                          | Fianna Fáil                                                          | Fianna Fáil                                                                 | 11. Oktober 1927   |
| Dublin South        | Peadar S. Doyle            |                     | Cumann na nGaedheal                                                  |                                                                      | Fine Gael                                                                   | 19. September 1923 |
| Dublin South        | Thomas Kelly               |                     | Fianna Fáil                                                          | Fianna Fáil                                                          | Fianna Fáil                                                                 | 8. Februar 1933    |
| Dublin South        | Seán Lemass                |                     | Fianna Fáil                                                          | Fianna Fáil                                                          | Fianna Fáil                                                                 | 18. November 1924  |
| Dublin South        | James Lynch                |                     | Fianna Fáil                                                          | Fianna Fáil                                                          | Fianna Fáil                                                                 | 9. März 1932       |
| Dublin South        | James McGuire              |                     | Cumann na nGaedheal                                                  |                                                                      | Fine Gael                                                                   | 8. Februar 1933    |
| Dublin University   | Ernest Alton               |                     | Independent                                                          | Independent                                                          | Independent                                                                 | 16. August 1921    |
| Dublin University   | James Craig                |                     | Independent                                                          |                                                                      | verstorben am 12. Juli 1933                                                 | 16. August 1921    |
| Dublin University   | Ernest Rowlette            |                     |                                                                      |                                                                      | Independent Nachwahl für James Craig                                        | 13. Oktober 1933   |
| Dublin University   | William Thrift             |                     | Independent                                                          | Independent                                                          | Independent                                                                 | 16. August 1921    |
| Galway              | Gerald Bartley             |                     | Fianna Fáil                                                          | Fianna Fáil                                                          | Fianna Fáil                                                                 | 9. März 1932       |
| Galway              | Patrick Beegan             |                     | Fianna Fáil                                                          | Fianna Fáil                                                          | Fianna Fáil                                                                 | 9. März 1932       |
| Galway              | Seán Broderick             |                     | Cumann na nGaedheal                                                  |                                                                      | Fine Gael                                                                   | 19. September 1923 |
| Galway              | Eamon Corbett              |                     |                                                                      |                                                                      | Fianna Fáil Nachwahl für Martin McDonogh.                                   | 19. Juni 1935      |
| Galway              | Frank Fahy                 |                     | Fianna Fáil                                                          |                                                                      | Ceann Comhairle                                                             | 21. Januar 1919    |
| Galway              | Patrick Hogan              |                     | Cumann na nGaedheal                                                  |                                                                      | Fine Gael verstorben am 14. Juli 1936                                       | 16. August 1921    |
| Galway              | Stephen Jordan             |                     | Fianna Fáil                                                          | Fianna Fáil                                                          | Fianna Fáil                                                                 | 11. Oktober 1927   |
| Galway              | Martin Neilan              |                     | Fianna Fáil                                                          | Fianna Fáil                                                          | Fianna Fáil                                                                 | 13. August 1936    |
| Galway              | Séamus Keely               |                     | Fianna Fáil                                                          | Fianna Fáil                                                          | Fianna Fáil                                                                 | 8. Februar 1933    |
| Galway              | Mark Killilea senior       |                     | Fianna Fáil                                                          | Fianna Fáil                                                          | Fianna Fáil                                                                 | 8. Februar 1933    |
| Galway              | Martin McDonogh            |                     | Cumann na nGaedheal                                                  |                                                                      | Fine Gael verstorben am 24. November 1934.                                  | 23. Juni 1927      |
| Kerry               | Frederick Crowley          |                     | Fianna Fáil                                                          | Fianna Fáil                                                          | Fianna Fáil                                                                 | 11. Oktober 1927   |
| Kerry               | Denis Daly                 |                     | Fianna Fáil                                                          | Fianna Fáil                                                          | Fianna Fáil                                                                 | 8. Februar 1933    |
| Kerry               | John Flynn                 |                     | Fianna Fáil                                                          | Fianna Fáil                                                          | Fianna Fáil                                                                 | 9. März 1932       |
| Kerry               | Eamon Kissane              |                     | Fianna Fáil                                                          | Fianna Fáil                                                          | Fianna Fáil                                                                 | 9. März 1932       |
| Kerry               | Fionán Lynch               |                     | Cumann na nGaedheal                                                  |                                                                      | Fine Gael                                                                   | 21. Januar 1919    |
| Kerry               | Thomas McEllistrim senior  |                     | Fianna Fáil                                                          | Fianna Fáil                                                          | Fianna Fáil                                                                 | 19. September 1923 |
| Kerry               | John O’Sullivan            |                     | Cumann na nGaedheal                                                  |                                                                      | Fine Gael                                                                   | 19. September 1923 |
| Kildare             | Thomas Harris              |                     | Fianna Fáil                                                          | Fianna Fáil                                                          | Fianna Fáil                                                                 | 29. Juni 1931      |
| Kildare             | Sidney Minch               |                     | Cumann na nGaedheal                                                  |                                                                      | Fine Gael                                                                   | 9. März 1932       |
| Kildare             | William Norton             |                     | Labour                                                               | Labour                                                               | Labour                                                                      | 9. März 1932       |
| Leitrim–Sligo       | William Browne             |                     | Fianna Fáil                                                          | Fianna Fáil                                                          | Fianna Fáil                                                                 | 9. März 1932       |
| Leitrim–Sligo       | Frank Carty                |                     | Fianna Fáil                                                          | Fianna Fáil                                                          | Fianna Fáil                                                                 | 16. August 1921    |
| Leitrim–Sligo       | James Dolan                |                     | Cumann na nGaedheal                                                  |                                                                      | Fine Gael                                                                   | 8. Februar 1933    |
| Leitrim–Sligo       | Stephen Flynn              |                     | Fianna Fáil                                                          | Fianna Fáil                                                          | Fianna Fáil                                                                 | 9. März 1932       |
| Leitrim–Sligo       | Bernard Maguire            |                     | Fianna Fáil                                                          | Fianna Fáil                                                          | Fianna Fáil                                                                 | 11. Oktober 1927   |
| Leitrim–Sligo       | Martin Roddy               |                     | Cumann na nGaedheal                                                  |                                                                      | Fine Gael                                                                   | 11. März 1925      |
| Leitrim–Sligo       | Patrick Rodgers            |                     | National Centre Party                                                |                                                                      | Fine Gael                                                                   | 8. Januar 1933     |
| Leix–Offaly         | Patrick Boland             |                     | Fianna Fáil                                                          | Fianna Fáil                                                          | Fianna Fáil                                                                 | 23. Juni 1927      |
| Leix–Offaly         | William Davin              |                     | Labour                                                               | Labour                                                               | Labour                                                                      | 6. Dezember 1922   |
| Leix–Offaly         | Jack Finlay                |                     | National Centre Party                                                |                                                                      | Fine Gael                                                                   | 8. Februar 1933    |
| Leix–Offaly         | Eamon Donnelly             |                     | Fianna Fáil                                                          | Fianna Fáil                                                          | Fianna Fáil                                                                 | 8. Februar 1933    |
| Leix–Offaly         | Thomas F. O’Higgins senior |                     | Cumann na nGaedheal                                                  |                                                                      | Fine Gael                                                                   | 14. März 1929      |
| Limerick            | George Bennett             |                     | Cumann na nGaedheal                                                  |                                                                      | Fine Gael                                                                   | 23. Juni 1927      |
| Limerick            | Daniel Bourke              |                     | Fianna Fáil                                                          | Fianna Fáil                                                          | Fianna Fáil                                                                 | 11. Oktober 1927   |
| Limerick            | Tadhg Crowley              |                     | Fianna Fáil                                                          | Fianna Fáil                                                          | Fianna Fáil                                                                 | 23. Juni 1927      |
| Limerick            | Michael Keyes              |                     | Labour                                                               | Labour                                                               | Labour                                                                      | 8. Februar 1933    |
| Limerick            | Donnchadh Ó Briain         |                     | Fianna Fáil                                                          | Fianna Fáil                                                          | Fianna Fáil                                                                 | 8. Februar 1933    |
| Limerick            | James Reidy                |                     | Cumann na nGaedheal                                                  |                                                                      | Fine Gael                                                                   | 9. März 1932       |
| Limerick            | Robert Ryan                |                     | Fianna Fáil                                                          | Fianna Fáil                                                          | Fianna Fáil                                                                 | 9. März 1932       |
| Louth               | Frank Aiken                |                     | Fianna Fáil                                                          | Fianna Fáil                                                          | Fianna Fáil                                                                 | 19. September 1923 |
| Louth               | James Coburn               |                     | Independent                                                          |                                                                      | Fine Gael Übertritt zur Fine Gael am 3. Oktober 1933                        | 23. Juni 1927      |
| Louth               | James Murphy               |                     | Fianna Fáil                                                          | Fianna Fáil                                                          | Fianna Fáil                                                                 | 16. August 1921    |
| Mayo North          | Micheál Clery              |                     | Fianna Fáil                                                          | Fianna Fáil                                                          | Fianna Fáil                                                                 | 11. Oktober 1927   |
| Mayo North          | Michael Davis              |                     | Cumann na nGaedheal                                                  |                                                                      | Fine Gael                                                                   | 23. Juni 1927      |
| Mayo North          | James Morrisroe            |                     | Cumann na nGaedheal                                                  |                                                                      | Fine Gael                                                                   | 8. Februar 1933    |
| Mayo North          | Patrick Joseph Ruttledge   |                     | Fianna Fáil                                                          | Fianna Fáil                                                          | Fianna Fáil                                                                 | 16. August 1921    |
| Mayo South          | James FitzGerald-Kenney    |                     | Cumann na nGaedheal                                                  |                                                                      | Fine Gael                                                                   | 23. Juni 1927      |
| Mayo South          | Michael Kilroy             |                     | Fianna Fáil                                                          | Fianna Fáil                                                          | Fianna Fáil                                                                 | 19. September 1923 |
| Mayo South          | Edward Moane               |                     | Fianna Fáil                                                          | Fianna Fáil                                                          | Fianna Fáil                                                                 | 9. März 1932       |
| Mayo South          | Martin Nally               |                     | Cumann na nGaedheal                                                  |                                                                      | Fine Gael                                                                   | 19. September 1923 |
| Mayo South          | Richard Walsh              |                     | Fianna Fáil                                                          | Fianna Fáil                                                          | Fianna Fáil                                                                 | 23. Juni 1927      |
| Longford–Westmeath  | Charles Fagan              |                     | National Centre Party                                                |                                                                      | Fine Gael                                                                   | 8. Februar 1933    |
| Longford–Westmeath  | James Geoghegan            |                     | Fianna Fáil                                                          |                                                                      | Rücktritt am 23. Dezember 1936 nach Ernennung zum Richter am Supreme Court. | 13. Juni 1930      |
| Longford–Westmeath  | Michael Kennedy            |                     | Fianna Fáil                                                          | Fianna Fáil                                                          | Fianna Fáil                                                                 | 23. Juni 1927      |
| Longford–Westmeath  | Seán Mac Eoin              |                     | Cumann na nGaedheal                                                  |                                                                      | Fine Gael                                                                   | 16. August 1921    |
| Longford–Westmeath  | James Victory              |                     | Fianna Fáil                                                          | Fianna Fáil                                                          | Fianna Fáil                                                                 | 8. Februar 1933    |
| Meath               | Robert Davitt              |                     | Cumann na nGaedheal                                                  |                                                                      | Fine Gael                                                                   | 8. Februar 1933    |
| Meath               | James Patrick Kelly        |                     | Fianna Fáil                                                          | Fianna Fáil                                                          | Fianna Fáil                                                                 | 9. März 1932       |
| Meath               | Matthew O’Reilly           |                     | Fianna Fáil                                                          | Fianna Fáil                                                          | Fianna Fáil                                                                 | 23. Juni 1927      |
| Monaghan            | Alexander Haslett          |                     | Independent                                                          | Independent                                                          | Independent                                                                 | 9. März 1932       |
| Monaghan            | Eamon Rice                 |                     | Fianna Fáil                                                          | Fianna Fáil                                                          | Fianna Fáil                                                                 | 9. März 1932       |
| Monaghan            | Conn Francis Ward          |                     | Fianna Fáil                                                          | Fianna Fáil                                                          | Fianna Fáil                                                                 | 11. Oktober 1927   |
| National University | Helena Concannon           |                     | Fianna Fáil                                                          | Fianna Fáil                                                          | Fianna Fáil                                                                 | 8. Februar 1933    |
| National University | Conor Maguire              |                     | Fianna Fáil Ernennung zum Richter am High Court am 3. November 1936. | Fianna Fáil Ernennung zum Richter am High Court am 3. November 1936. | Fianna Fáil Ernennung zum Richter am High Court am 3. November 1936.        | 9. März 1932       |
| National University | Patrick McGilligan         |                     | Cumann na nGaedheal                                                  |                                                                      | Fine Gael                                                                   | 3. November 1923   |
| Roscommon           | Michael Brennan            |                     | Cumann na nGaedheal                                                  |                                                                      | Fine Gael                                                                   | 8. Februar 1933    |
| Roscommon           | Gerald Boland              |                     | Fianna Fáil                                                          | Fianna Fáil                                                          | Fianna Fáil                                                                 | 19. September 1923 |
| Roscommon           | Frank MacDermot            |                     | National Centre Party                                                |                                                                      | Independent Nach Austritt aus der Fine Gael im Oktober 1935                 | 9. März 1932       |
| Roscommon           | Patrick O’Dowd             |                     | Fianna Fáil                                                          | Fianna Fáil                                                          | Fianna Fáil                                                                 | 8. Februar 1933    |
| Tipperary           | Dan Breen                  |                     | Fianna Fáil                                                          | Fianna Fáil                                                          | Fianna Fáil                                                                 | 9. März 1932       |
| Tipperary           | Séamus Bourke              |                     | Cumann na nGaedheal                                                  |                                                                      | Fine Gael                                                                   | 19. August 1923    |
| Tipperary           | Richard Curran             |                     | National Centre Party                                                |                                                                      | Fine Gael                                                                   | 8. Februar 1933    |
| Tipperary           | Andrew Fogarty             |                     | Fianna Fáil                                                          | Fianna Fáil                                                          | Fianna Fáil                                                                 | 23. Juni 1927      |
| Tipperary           | Daniel Morrissey           |                     | Cumann na nGaedheal                                                  |                                                                      | Fine Gael                                                                   | 6. Dezember 1922   |
| Tipperary           | Martin Ryan                |                     | Fianna Fáil                                                          | Fianna Fáil                                                          | Fianna Fáil                                                                 | 8. Februar 1933    |
| Tipperary           | Seán Hayes                 |                     | Fianna Fáil                                                          | Fianna Fáil                                                          | Fianna Fáil                                                                 | 23. Juni 1927      |
| Waterford           | Patrick Little             |                     | Fianna Fáil                                                          | Fianna Fáil                                                          | Fianna Fáil                                                                 | 23. Juni 1927      |
| Waterford           | Seán Goulding              |                     | Fianna Fáil                                                          | Fianna Fáil                                                          | Fianna Fáil                                                                 | 11. Oktober 1927   |
| Waterford           | Bridget Redmond            |                     | Cumann na nGaedheal                                                  |                                                                      | Fine Gael                                                                   | 8. Februar 1933    |
| Waterford           | Nicholas Wall              |                     | National Centre Party                                                |                                                                      | Fine Gael                                                                   | 8. Februar 1933    |
| Wexford             | Denis Allen                |                     | Fianna Fáil                                                          | Fianna Fáil                                                          | Fianna Fáil                                                                 | 17. August 1936    |
| Wexford             | Richard Corish             |                     | Labour                                                               | Labour                                                               | Labour                                                                      | 16. August 1921    |
| Wexford             | Osmonde Esmonde            |                     | Cumann na nGaedheal                                                  |                                                                      | Fine Gael verstorben am 22. Juli 1936                                       | 11. Oktober 1927   |
| Wexford             | John Keating               |                     | Cumann na nGaedheal                                                  |                                                                      | Fine Gael                                                                   | 9. März 1932       |
| Wexford             | Patrick Kehoe              |                     | Fianna Fáil                                                          | Fianna Fáil                                                          | Fianna Fáil                                                                 | 8. Februar 1933    |
| Wexford             | James Ryan                 |                     | Fianna Fáil                                                          | Fianna Fáil                                                          | Fianna Fáil                                                                 | 21. Januar 1919    |
| Wicklow             | James Everett              |                     | Labour                                                               | Labour                                                               | Labour                                                                      | 9. September 1922  |
| Wicklow             | Séamus Moore               |                     | Fianna Fáil                                                          | Fianna Fáil                                                          | Fianna Fáil                                                                 | 23. Juni 1927      |
| Wicklow             | Dermot O’Mahony            |                     | Cumann na nGaedheal                                                  |                                                                      | Fine Gael                                                                   | 23. Juni 1927      |

1. Dáil (1919–1921) |
2. Dáil (1921–1922) |
3. Dáil (1922–1923) |
4. Dáil (1923–1927) |
5. Dáil (1927) |
6. Dáil (1927–1932) |
7. Dáil (1932–1933) |
8. Dáil (1933–1937) |
9. Dáil (1937–1938) |
10. Dáil (1938–1943) |
11. Dáil (1943–1944) |
12. Dáil (1944–1948) |
13. Dáil (1948–1951) |
14. Dáil (1951–1954) |
15. Dáil (1954–1957) |
16. Dáil (1957–1961) |
17. Dáil (1961–1965) |
18. Dáil (1965–1969) |
19. Dáil (1969–1973) |
20. Dáil (1973–1977) |
21. Dáil (1977–1981) |
22. Dáil (1981–1982) |
23. Dáil (1982) |
24. Dáil (1982–1987) |
25. Dáil (1987–1989) |
26. Dáil (1989–1992) |
27. Dáil (1992–1997) |
28. Dáil (1997–2002) |
29. Dáil (2002–2007) |
30. Dáil (2007–2011) |
31. Dáil (2011–2016) |
32. Dáil (2016–2020) |
33. Dáil (2020–2024) |
34. Dáil (seit 2024)